# Jürgen Dietz (Musiker)
Jürgen Dietz (* 13. September 1953; † 9. Januar 2022) war ein deutscher Jazzmusiker (Tenorsaxophon, auch Alt- und Sopransaxophon).

## Leben und Wirken
Dietz erhielt ab 1965 Klarinettenunterricht und spielte im Jugendorchester. Beeinflusst durch den aufkommenden Jazzrock wechselte er 1972 zum Saxophon. Ab 1975 gehörte er zur Jazzrock-Band Acro. Ab 1979 arbeitete er mit Torsten de Winkel. Nach einem Workshop bei Christof Lauer spielte er ab 1984 im Bonner Rock & Jazz Ensemble mit Axel Dörner, Frank Haunschild, Werner Driesen und Michael Küttner. Später gehörte er zum Quartett Molto Fill. Mit Michael Heupel und Martin Gjakonovski bildet er 1997 das Trio Trust. Dann wirkte er in Patricia Cruz’ Aquarelos do Brasil.
Dietz spielte weiterhin in zahlreichen Bands in den Bereichen Jazz, Blues, Bossa-Nova, Pop, Crossover und Gospel. Im Duo mit Wolfgang Mitschke legte er zwei Alben vor. Er leitete außerdem kleinere Besetzungen unter den Titeln Jürgen Dietz & Friends oder Jazzery und arbeitete auch mit Julia Hülsmann, Peter Fessler, Thomas Clasen und Mitgliedern der WDR Big Band. Weiterhin war er als Theatermusiker tätig. Er fungierte als Leiter verschiedener Bigbands und gründete 2015 seine eigene Bigband, die Jürgen Dietz Bigband.

## Diskographische Hinweise
- It’s Time to Notice (1992, mit Julia Hülsmann und Thomas Kreis)
- Mitschke & Dietz: Night Over Berlin (Skip Records 2005)
- Mitschke & Dietz: Midnight Moods (Skip Records 2008)